# Mpumalanga (KwaZulu-Natal)
Mpumalanga (auch: Epumalanga) ist eine Stadt in der südafrikanischen Provinz KwaZulu-Natal. Sie liegt auf dem Gebiet der Metropolgemeinde eThekwini. Mpumalanga gehört mit etwa 62.406 Einwohnern (Stand: 2011) zu den größeren Städten der Provinz.

## Geschichte
Mpumalanga war ein Township in der Nähe des Ortes Hammarsdale und etwa 10 Kilometer südsüdöstlich vom Metallurgiestandort Cato Ridge. Der Ortsname ist ein isiZulu-Wort und bedeutet „Sonnenaufgang“ oder „die Sonne geht auf“. Mpumalanga lag im Homeland Kwazulu und Hammarsdale dagegen außerhalb davon in der Provinz Natal.
Seine Entstehung stand im Zusammenhang mit der Entwicklung eines Industriestandortes durch die Industrial Development Corporation (IDC) für die Bekleidungs- und Textilindustrie. Die regionalen Behörden der Provinz Natal ließen für das weiße Personal im damaligen Elangeni Estate Wohnhäuser errichten, schlossen das Areal an das Wasser- und Stromnetz an und bauten eine asphaltierte Straße. Die schwarzen Arbeiter lebten in den ersten sechs Jahren in einer davon abgetrennten Squattersiedlung unter menschenunwürdigen Bedingungen, die von der Bantu Administration konzipiert war. Es ergab sich jedoch, dass die Eigentumsverhältnisse stark zerstreut waren und etwa 200 einzelne Eigentümer gefunden werden mussten, um wegen des Verkaufs oder der Enteignung entsprechende Maßnahmen ergreifen zu können. Im Jahre 1967 begannen private Bauunternehmen mit der Errichtung von Wohnhäusern für die Arbeiter und das Township wurde Mpumalanga genannt.
Ende 1971 waren alle Grundstücke des industriellen Entwicklungsgebietes an Unternehmen verkauft und 15 Firmen der Textil- und Bekleidungsindustrie hatten ihren Betrieb aufgenommen. Produziert wurden Kleidung, Strickwaren und diverse Textilien, Lederprodukte, Baumaterial und Kompost. Es fanden in den frühen 1970er Jahren hier 6600 Personen Arbeit, von denen etwa 6000 Schwarze waren. Die Gesamtinvestition der IDC und privater Unternehmen belief sich auf etwa 36 Millionen Rand. Aus diesem Industriezentrum kam es zu Beschwerden über die Niedriglöhne in der südafrikanischen Textilindustrie.

## Geografie
Mpumalanga liegt ungefähr 37 Kilometer westlich von Durban. Nach Pietermaritzburg beträgt die Entfernung etwa 32 Kilometer in nordwestlicher Richtung und nach Richmond ungefähr 31 Kilometer in westlicher Richtung. Die Stadt befindet sich auf einer Höhe von 493 Metern über dem Meeresspiegel. Heute ist das frühere Hammarsdale ein Teil von Mpumalanga, der Eisenbahnhaltepunkt heißt weiterhin „Hammarsdale“.
Die durchschnittliche jährliche Niederschlagsmenge in Mpumalanga beträgt 610 Millimeter. Der meiste Niederschlag fällt im Sommer (Oktober bis März). Die geringste Niederschlagsmenge gibt es mit 8 Millimetern im Juni. Der meiste Niederschlag fällt im Januar (89 Millimeter). Die durchschnittliche Höchsttemperatur in Mpumalanga variiert von 20,6 °C im Juni bis zu 26,5 °C im Februar. Der kälteste Monat ist der Juli. Hier liegen die durchschnittlichen Tiefsttemperaturen nachts bei 7,1 °C.

## Persönlichkeiten

### Söhne und Töchter der Stadt
- Nomcebo Zikode (* 1985), Sängerin
- Nompumelelo Nyandeni (* 1987), Fußballspielerin